# 에디트 곤살레스
에디트 곤살레스(Edith González, 1964년 12월 10일 ~ 2019년 6월 13일)는 멕시코의 배우, 댄서이다.